# مرغابی پاروزن پروازی
مرغابی پاروزن پروازی یا مرغابی شناگر پروازی (نام علمی: Tachyeres patachonicus) نام یک گونه از زیرخانواده تنجه‌ایان است.